# Lâu đài Zuckenriet

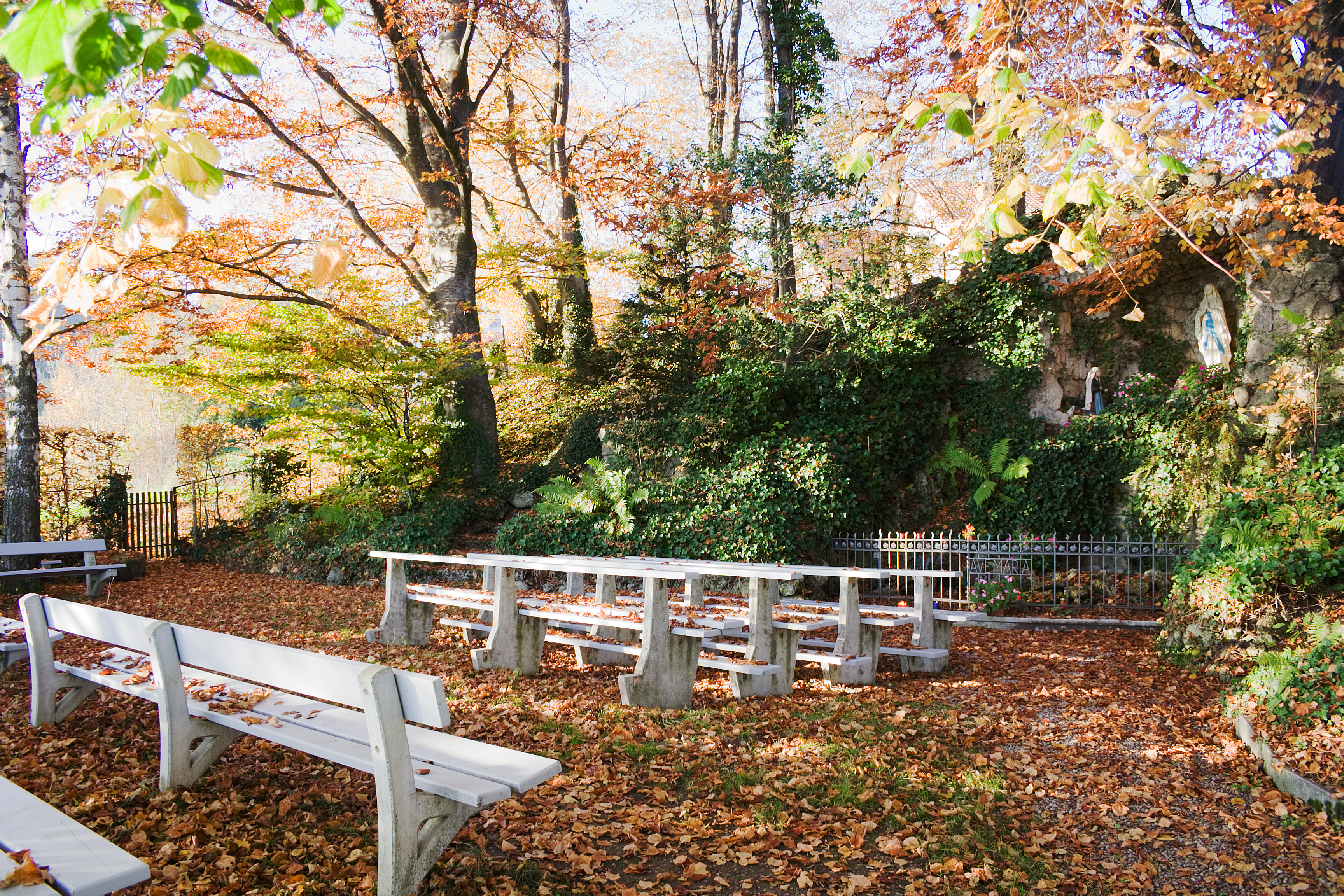
Hang nhỏ phía dưới lâu đài Zuckenriet

Lâu đài Zuckenriet là một lâu đài ở đô thị Niederhelfenschwil thuộc bang St. Gallen của Thụy Sĩ. Đây là một di sản có ý nghĩa quốc gia của Thụy Sĩ.